# بيتر بلوم (كاهن كاثوليكي)
بيتر بلوم (بالألمانية: Peter Joseph Blum)‏ (و. 1808 – 1884 م) هو كاهن كاثوليكي ألماني، توفي في ليمبورغ أن در لان، عن عمر يناهز 76 عاماً.

## مناصب
تولى منصب أسقف كاثوليكي (منذ 2 أكتوبر 1842)
- مطران  [لغات أخرى]‏ (1842–1884)

.